# Moruzzo
Moruzzo là một đô thị ở tỉnh Udine trong vùng Friuli-Venezia Giulia thuộc Ý, có cự ly khoảng 80 km về phía tây bắc của Trieste và khoảng 11 km về phía tây bắc của Udine. Tại thời điểm ngày 31 tháng 12 năm 2004, đô thị này có dân số 2.240 người và diện tích là 17,9 km².
Đô thị Moruzzo có các frazioni (đơn vị cấp dưới, chủ yếu là các làng) Alnicco, Brazzacco, Telezae, Modotto, và Santa Margherita del Gruagno.
Moruzzo giáp các đô thị: Colloredo di Monte Albano, Fagagna, Martignacco, Pagnacco.